# Figulus cicatricosus
Figulus cicatricosus es una especie de coleóptero de la familia Lucanidae.

## Distribución geográfica
Habita en Nilgiri (India).